# Vjačeslav Lemešev
Vjačeslav Ivanovič Lemešev (in russo Вячеслав Иванович Лемешев?; 3 aprile 1952 – Mosca, 27 gennaio 1996) è stato un pugile sovietico, dal 1991 russo, che ha vinto la medaglia d'oro alle Monaco di Baviera 1972 nei pesi medi.

## Palmarès

### Olimpiadi
- 1 medaglia:
  - 1 oro (Monaco di Baviera 1972 nei pesi medi)

### Europei dilettanti
- 2 medaglie:
  - 2 ori (Belgrado 1973 nei pesi medi; Katowice 1975 nei pesi medi)